# Брюс (графство)
Графство Брюс (англ. Bruce County) розташоване у провінції Онтаріо, Канада. Графство є переписним районом та адміністративною одиницею провінції. Адміністрація графства знаходиться в Вокертоні. Чисельність населення за даними перепису 2006 року становить 65 349 осіб, що робить графство Брюс 36-м за величиною муніципальним утворенням Онтаріо (з 40). Назва графства пов'язана з півостровом Брюс і однойменним туристичним маршрутом (англ. Bruce trail), який проходить через нього. Офіційно ж графство названо на честь Джеймса Брюса, шостого генерал-губернатора провінції Канади.
На східному узбережжі озера Гурон поблизу Кінкардена розташована Атомна електростанція Брюс. Це друга в світі за потужністю (6 430 МВт на 2019 рік) і найбільша за числом реакторів АЕС, яка є найбільшим роботодавцем у графстві Брюс, затруднюючи 4000 працівників.
На території графства розташований національний парк «Півострів Брюс». Серед значущих містечок — портове і туристичне селище Тоберморі і Ваєртон, батьківщина провісника погоди бабака «Ваєртонського Віллі» (англ. Wiarton Willie) (див. День Бабака).